# リーアム・オブライエン
リーアム・オブライエン（Liam O'brien 1913-1996）はアメリカ合衆国の映画・テレビドラマの脚本家、プロデューサーである。
弟は俳優のエドモンド・オブライエン。

## 略歴
1913年、ニューヨークのブルックリン生まれ。
フォーダム大学とマンハッタンカレッジで学んだあと、詩人やアニメーターの職に就いていたが、28歳のときアメリカが第二次世界大戦に参戦し陸軍信号隊に配属された。
戦争が終わると弟のエドモンド・オブライエンが活躍するハリウッドに赴いた。原作と脚本を手掛けた「花婿来たる」(1951)がビング・クロスビーとジェーン・ワイマンの主演で映画化され、この作品でアカデミー原案賞と全米脚本家協会最優秀ミュージカル賞にノミネートされた。
1953年に "The Remarkable Mr. Pennypacker" を発表し、バージェス・メレディス主演でブロードウェイで公演され大ヒットした。これは2つの家庭を持つ実業家ペニーパッカー氏の奮闘を描くコメディで、妻のクローデッド夫人によると主人公のペニーパッカーはオブライエンの親戚がモデルだという。この劇には大勢の子供たちが登場するため、一度に多くの舞台俳優を起用できることが特にアマチュア劇団にとって好都合で、その後も全米各地で公演され続けている。1959年にはヘンリー・レヴィン監督、クリフトン・ウェッブとドロシー・マクガイア主演で映画化もされた。
彼の脚本は、ハンフリー・ボガートの「大空への挑戦」(1951) 、タイロン・パワーの「国務省の密使」、ドリス・デイの「心の青春」、バート・ランカスターの「空中ぶらんこ」(1956）、スペンサー・トレイシー、フランク・シナトラの「四時の悪魔」(1961)など、ハリウッドの大物俳優が出演する数々の作品に使われた。
1970年代頃からはテレビ業界に進出し「ハワイ5-0」「鬼警部アイアンサイド」「ポリス・ストーリー」などの脚本やプロデュースを手掛けた。「ポリス・ストーリー」の1エピソードで脚本を担当したマイケル・マンは、オブライエンから脚本を書く術について多くを学んだという。それがきっかけで「特捜刑事マイアミ・バイス」では16エピソードでプロデュースを担当した。
1996年1月、ロサンゼルスの自宅で心臓発作で倒れ、一緒にいたクローデッド夫人の腕の中で息を引き取った。
息子のデビン・リーアム・オブライエンはアカデミー賞のテレビ放送のプロデューサーを務めている。

## フィルモグラフィ
| 年   | 邦題 原題                               | 担当                                                        | ジャンル         | 備考                                                                                               |
| ---- | --------------------------------------- | ----------------------------------------------------------- | ---------------- | -------------------------------------------------------------------------------------------------- |
| 1950 | 大空への挑戦 Chain Lightning            | 脚本                                                        | 映画             | |
| 1951 | Of Men and Music                        | 脚本                                                        | ドキュメンタリー | アーサー・ルビンシュタインのパートを担当                                                           |
| 1951 | 黄金の大西部 The Redhead and the Cowboy | 編集                                                        | 映画             | グレン・フォード、エドモンド・オブライエン主演                                                     |
| 1951 | 花婿来たる Here Comes the Groom         | 原作・脚本                                                  | 映画             | |
| 1952 | 国務省の密使 Diplomatic Courier         | 脚本                                                        | 映画             | |
| 1953 | 楽しき我が家 The Stars Are Singing      | 脚本                                                        | 映画             | |
| 1954 | 心の青春 Young at Heart                 | 脚色                                                        | 映画             | |
| 1955 | The Ford Television Theatre             | 1エピソードの脚本                                           | テレビシリーズ   | |
| 1956 | Lux Video Theatre                       | 1エピソードの脚本                                           | テレビシリーズ   | |
| 1956 | 空中ぶらんこ Trapeze                    | 脚色                                                        | 映画             | |
| 1959 | The Remarkable Mr. Pennypacker          | 原作・脚本                                                  | 舞台             | |
| 1959 | On Trial                                | 原作・脚本                                                  | テレビシリーズ   | |
| 1960 | おとぼけ先生 The Great Impostor         | 脚本                                                        | 映画             | |
| 1960 | 夜のジョニー Johnny Midnight            | 原案・脚本                                                  | テレビシリーズ   | エドモンド・オブライエン主演のドラマ                                                               |
| 1961 | Insight                                 | 製作                                                        | テレビシリーズ   | |
| 1961 | 四時の悪魔 The Devil at 4 O'Clock       | 脚色                                                        | 映画             | |
| 1970 | ハワイ5−0 Hawaii Five-O                 | 脚本コンサルタント                                          | テレビシリーズ   | |
| 1970 | 鬼警部アイアンサイド Ironside           | オリジナル脚本                                              | テレビシリーズ   | |
| 1974 | Rex Harrison Presents Stories of Love   | 共同脚本                                                    | テレビ映画       | |
| 1975 | Cop on Beat                             | 脚本コンサルタント                                          | テレビ映画       | 「ポリス・ストーリー」のスピンオフ 「警官フォレスター」のパイロットフィルム ロイド・ブリッジス主演 |
| 1976 | Gibbsville                              | オリジナル脚本                                              | テレビシリーズ   | |
| 1977 | ポリス・ストーリー Police Story         | 脚本脚本コンサルタント 1エピソードの脚本 43エピソードの製作 | テレビシリーズ   | |
| 1978 | 開拓者たち The Awakening Land           | 脚本                                                        | ミニシリーズ     | エリザベス・モンゴメリー主演のドラマ                                                               |
| 1980 | 冤罪 Gideon's Trumpet                   | 最高裁判事役で出演                                          | テレビ映画       | ヘンリー・フォンダ主演のドラマ                                                                     |
| 1982 | The Mississippi                         | 製作                                                        | テレビシリーズ   | |
| 1984 | 特捜刑事マイアミ・バイス Miami Vice     | 16エピソードの製作                                          | テレビシリーズ   | |

## 賞とノミネート
| 年   | 協会             | 作品名                              | カテゴリー                                                     | 結果       |
| ---- | ---------------- | ----------------------------------- | -------------------------------------------------------------- | ---------- |
| 1952 | 全米脚本家組合賞 | 花婿来たる Here Comes the Groom     | 最優秀アメリカンミュージカル賞 ※受賞作品は「巴里のアメリカ人」 | ノミネート |
| 1952 | アカデミー賞     | 花婿来たる Here Comes the Groom     | 最優秀原案賞                                                   | ノミネート |
| 1976 | エミー賞         | ポリス・ストーリー Plice Story      | 優れたドラマシリーズ                                           | 受賞       |
| 1977 | エミー賞         | ポリス・ストーリー Plice Story      | 優れたドラマシリーズ                                           | ノミネート |
| 1985 | エミー賞         | 特捜刑事マイアミ・バイス Miami Vice | 優れたドラマシリーズ                                           | ノミネート |